# Arping
La commande arping permet de tester la connectivité d'une machine connectée sur le même sous-réseau, en envoyant des requêtes de type Address Resolution Protocol (ARP). Elle est semblable à la commande ping, à la différence qu'elle n'utilise pas les requêtes de type Internet Control Message Protocol (ICMP). 
Parfois, la réponse peut provenir, non pas de la cible attendue, mais d'un système intermédiaire comme un mandataire ARP (proxy ARP).